# SN-42

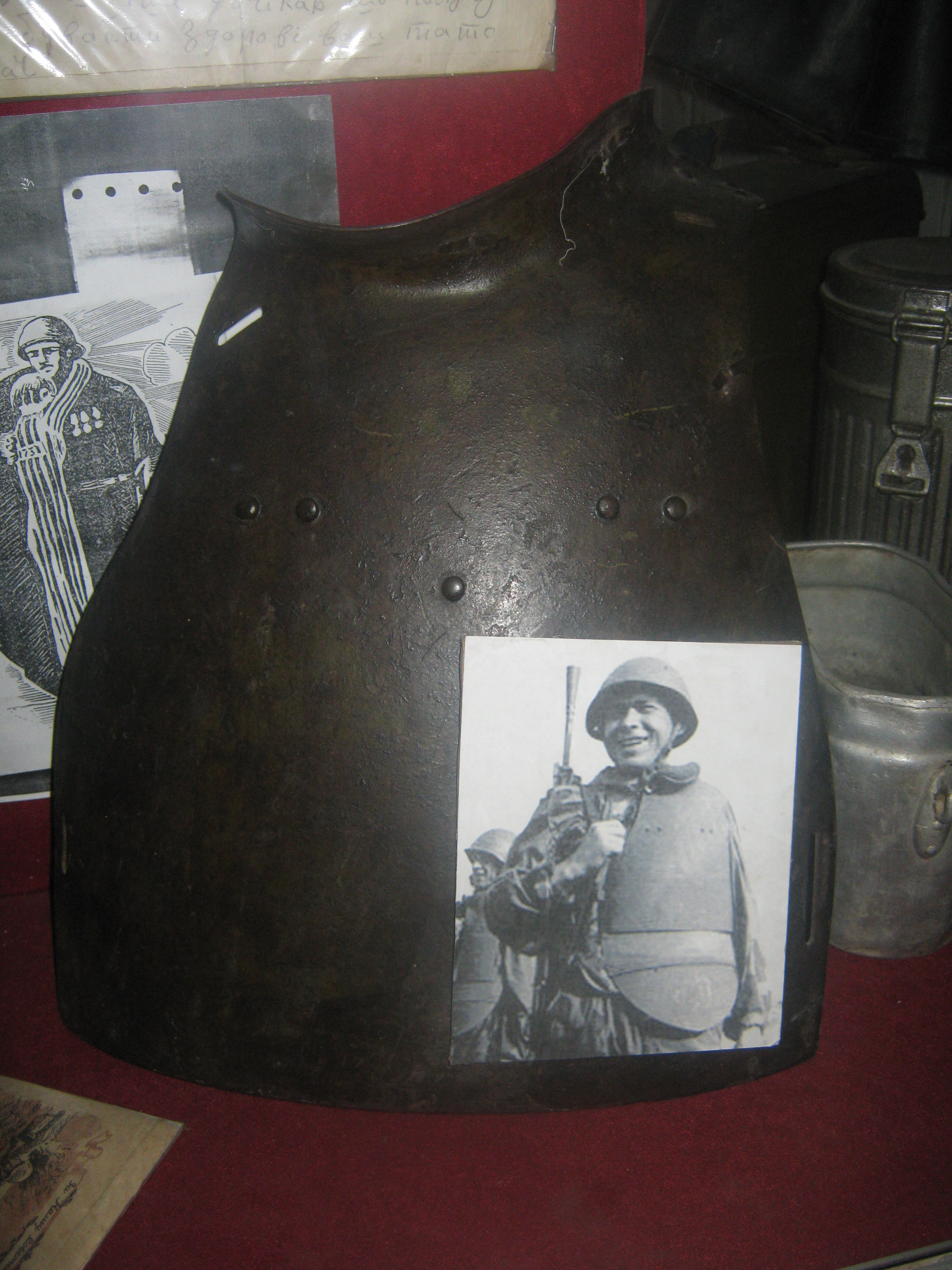
SN-42 im Museum

SN-42 (russisch Стальной нагрудник СН-42) bezeichnet eine sowjetische Körperpanzerung aus dem Zweiten Weltkrieg.

## Geschichte
Es wurden mehrere Modelle der Schutzausrüstung in der sowjetischen Armee mit der Bezeichnung SN-38, SN-39, SN-40, SN-40A, und SN-42 gebaut. Die Zahl steht jeweils für das Entwicklungsjahr. Alle Versionen wurden getestet, allerdings wurde nur die SN-42 (russisch Стальной нагрудник, Stal'noi Nagrudnik, wörtl. „Stahllatz“) in Serie produziert (Die alternative kyrillische Abkürzung für die Weste wurde mit СН gekennzeichnet, transkribiert aus dem Kyrillischen sind dies S und N).
Sie bestand aus zwei Stahlplatten, die den Oberkörper und die Hüftbeuge schützten. Die Platten waren 2 mm stark und wogen 3,5 kg. Diese Rüstung wurde für die SHISBr (Pioniere) und die Tankodesantniki (Infanterie, die auf den Panzern saß) angefertigt.
Im Kampfeinsatz erwies sich, dass Geschosse aus einer MP-40 (Kaliber 9 mm) die Rüstung aus einer Entfernung von 100 bis 125 m nicht durchdringen konnten. Sie war damit sehr nützlich bei Häuserkämpfen, wie bei denen in der Schlacht von Stalingrad.